# Mahazoma
Mahazoma is een plaats en commune in het noordwesten van Madagaskar, behorend tot het district Maevatanana, dat gelegen is in de regio Betsiboka. Tijdens een volkstelling in 2001 telde de plaats 18.002 inwoners.
De plaats biedt naast lager onderwijs ook middelbaar onderwijs aan. In de plaats bevindt zich een ziekenhuis, die burgers toegang biedt tot medische hulp. Bij de plaats wordt mijnbouw op industriële schaal bedreven. 80 % van de bevolking werkt als landbouwer en 10 % verdient zijn brood als visser. Het belangrijkste landbouwproduct is rijst; andere belangrijke producten zijn mais, maniok en zoete aardappelen. Verder is 5% actief in de dienstensector.